# قمشکان علیا
قمشکان علیا، روستایی است از توابع بخش مرکزی شهرستان چایپاره در استان آذربایجان غربی ایران.

## جمعیت
این روستا در دهستان چورس قرار داشته و بر اساس سرشماری سال ۱۳۸۵ جمعیت آن ۲۸نفر (۸ خانوار) 
بوده است.